# Bill Browder
William Felix Browder (ur. 23 kwietnia 1964 w Chicago) – amerykańsko-brytyjski przedsiębiorca i działacz społeczny, ścigany przez organy ścigania Federacji Rosyjskiej.

## Życiorys
Pochodzi z żydowskiej rodziny działaczy komunistycznych. Jego dziadek Earl Browder był sekretarzem generalnym amerykańskiej partii komunistycznej i dwukrotnie kandydował w wyborach prezydenckich. Ojciec Browdera, Felix, był utalentowanym fizykiem, w wieku 20 lat zdobył doktorat na Princeton University.
Browder urodził się 23 kwietnia 1964 roku w Chicago. Studiował ekonomię na University of Chicago, następnie zrobił studia MBA na Stanford University.
Od 1996 roku zarabiał w Moskwie, gdzie prowadził wraz z Edmondem Safra i Benym Steinmetzem fundusz inwestycyjny Hermitage Capital Management, który przyniósł duże zyski. Kupował tam po niskich cenach udziały w źle zarządzanych firmach i przeprowadzał reformę zarządzania, by podnieść efektywność i tym samym wartość przedsiębiorstwa. Prowadził ponadto akcję ujawniania korupcji w Rosji. W 2005 roku w jego firmie Hermitage Capital Management została przeprowadzona akcja rosyjskich służb podatkowych, które dopatrzyły się rzekomej defraudacji środków. Funkcjonariusze skonfiskowali dokumenty księgowe i pobili stawiających opór pracowników, a Browdera deportowali, w związku z czym sprzedał swój majątek i przeniósł swoją działalność do innych krajów.
Dzięki zajętym dokumentom rosyjskie służby przeprowadziły serię procesów, w wyniku których przejęto należące uprzednio do funduszu przedsiębiorstwa i doprowadzono do ponownego opodatkowania. W ten sposób wyprowadzono z tych przedsiębiorstw 230 mln dolarów, które trafiły następnie do organizacji przestępczych. Oszustwa rosyjskich służb zostały ujawnione przez prawnika podatkowego Browdera, Siergieja Magnitskiego, który zaczął domagać się odszkodowania od rosyjskiego państwa. Aresztowany, bity i przetrzymywany w złych warunkach zmarł po roku, 16 listopada 2009 roku.
W.F. Browder obwinia siebie za śmierć S. Magnitskiego i od czasu jego śmierci przeznaczył znaczne środki na śledztwo, które miało wyjaśnić mechanizmy nieuczciwej działalności rosyjskich służb, a wyniki opublikował w prasie i przedstawił w filmach dokumentalnych. Prowadził również lobbing na rzecz wprowadzenia sankcji wobec ludzi, którzy skorzystali na nieuczciwej działalności i byli współodpowiedzialni za śmierć Magnitskiego. W efekcie jego zabiegów Kongres USA uchwalił tzw. ustawę Magnitskiego w 2012 roku.
W 1998 zrzekł się amerykańskiego obywatelstwa, chcąc nie płacić podatków.
Na podstawie działalności w Rosji i Europie Wschodniej Browder napisał książkę - "Czerwony alert". W 2014 roku w Polsce opublikowało ją wydawnictwo Sonia Draga.